# Clethra sumbawaensis
Clethra sumbawaensis là một loài thực vật có hoa trong họ Clethraceae. Loài này được Sleumer mô tả khoa học đầu tiên năm 1967.